# Ступени (лицей)
Муниципальное автономное общеобразовательное учреждение Лицей «Ступени» (МАОУ Лицей «Ступени») — одно из ведущих муниципальных некоммерческих общеобразовательных учреждений города Хабаровска с углубленным изучением отдельных предметов. Имеет статус межшкольного ресурсного центра по информатизации с 2009, является краевой стажировочной площадкой с 2012 года.
Лицей открыт в соответствии с Постановлением главы администрации г. Хабаровска в 1992 году и именовался Педагогическим лицеем.
В преподавательском составе лицея 65 % педагогов высшей квалификационной категории, 35 % — первой квалификационной категории. Шесть педагогов лицея — победители приоритетного национального проекта «Образование».
Лицей «Ступени» осуществляет углубленную подготовку учеников в областях биологии, химии, физики, математики. 25 % выпускников ежегодно награждаются золотыми и серебряными медалями «За особые успехи в учении».
Лицей «Ступени» — победитель приоритетного национального проекта «Образование».
Основная цель образовательного учреждения — создание психолого-педагогической системы, позволяющей создать условия для развития эмоционального интеллекта всех участников образовательного процесса.

## Достижения
С 2002 года лицей «Ступени» является краевой экспериментальной площадкой «Демократический уклад школьной жизни», а с 2004 года — «Сохранение и развитие эмоционального интеллекта».
Учащиеся лицея занимают призовые места на городских, краевых и Всероссийских предметных олимпиадах городов России, за рубежом:
- В 2006 году учащиеся Лицея заняли первое место по русскому языку (11 класс) и второе место по химии (9 класс) на краевой олимпиаде, второе место на Всероссийской олимпиаде по русскому языку (11 класс), и этот ученик получил Президентскую премию;
- В 2007 году — второе место на Всероссийской олимпиаде по химии, третье место на Международной олимпиаде по химии «Туймаада» (10 класс);
- В 2008 году — на краевой олимпиаде первое место по химии (11класс) и второе место по физике (9 класс), второе место на Всероссийской олимпиаде по химии (11 класс).

Учащиеся лицея — дипломанты конкурсов исследовательских работ:
- Международная конференция «Пушкин и Россия» в г. Санкт- Петербурге;
- 16-е Всероссийские юношеские чтения имени Вернадского;
- Всероссийский форум 9-е Дальневосточные образовательные чтения;
- Всероссийский конкурс детских творческих работ;
- Краевая конференция «Будущее Хабаровского края в надежных руках»;
- Краевой конкурс краеведческих работ «Край родной Дальневосточный»;
- Социальный проект в рамках Всероссийского конкурса «Я гражданин России» и других краевых и городских конкурсов.

## Шахматы в Лицее "Ступени"
Лицей "Ступени" претендует на звание самого шахматного общеобразовательного учреждения в городе Хабаровске и Хабаровском крае. В лицее ежегодно проводятся чемпионаты начальной и средней школы, собирающие большие составы. В 2024 году впервые прошёл Кубок первоклассников. Команда лицея является участником множества шахматных турниров:
- краевой турнир "Белая ладья" (возраст 7 класс и младше) в 2019 году - 2 место (https://archive.chess-results.com/tnr423918.aspx?lan=11&transfer=J),
- краевой турнир "Белая ладья" (возраст 7 класс и младше) в 2020 году - 1 место (https://archive.chess-results.com/tnr525417.aspx?lan=11&transfer=J),
- всероссийские соревнования "Белая ладья" (возраст 7 класс и младше), 2020 год; турнир проводился онлайн ввиду санитарных ограничений; - 2 место в группе А (https://archive.chess-results.com/tnr535514.aspx?lan=11&art=0),
- краевой турнир "Белая ладья" (возраст 7 класс и младше) в 2021 году - 1 место (https://archive.chess-results.com/tnr552977.aspx?lan=11&transfer=J),
- всероссийские соревнования "Белая ладья" (возраст 7 класс и младше), 2021 год, Ольгинка - 25 место (https://archive.chess-results.com/tnr562749.aspx?lan=11&art=0&rd=9&turdet=YES),
- краевой турнир "Белая ладья" (возраст 7 класс и младше) в 2022 году - 1 место (https://archive.chess-results.com/tnr621798.aspx?lan=11&transfer=J),
- краевой турнир "Дебют" (возраст 1-2 класс) в 2022 году - 1 место (https://archive.chess-results.com/tnr636338.aspx?lan=11&transfer=J),
- всероссийские соревнования "Белая ладья" (возраст 7 класс и младше), 2022, Ольгинка - 32 место(https://archive.chess-results.com/tnr644167.aspx?lan=11&transfer=J),
- межрайонный турнир "Северный кубок" (возраст 1-2 класс), 2022 год - 1 место,
- городской турнир "Зимний дебют" (возраст 1-2 класс), 2022 год, выставлено 2 команды от лицея - 2 и 3 места (https://archive.chess-results.com/tnr704414.aspx?lan=11&transfer=J),
- межрайонный турнир "Вяземский дебют" (возраст 1-3 класс), 2023 год - 1 место (https://archive.chess-results.com/tnr717614.aspx?lan=11&transfer=J),
- всероссийский турнир "Кубок Интеллект академии" (Новокузнецк), 2023 год,
- краевой турнир "Белая ладья" (возраст 7 класс и младше) в 2023 году - 1 место (https://archive.chess-results.com/tnr745200.aspx?lan=11&transfer=J),
- краевой турнир "Дебют" (возраст 1-2 класс) в 2023 году - 2 место (https://archive.chess-results.com/tnr767202.aspx?lan=11&transfer=J),
- всероссийские соревнования "Белая ладья" (возраст 7 класс и младше), 2023, Сириус - 15 место (https://archive.chess-results.com/tnr775160.aspx?lan=11&rd=9&turdet=YES),
- городской турнир "Зимний дебют" (возраст 1-2 класс), 2023 год (https://chess-results.com/tnr863596.aspx?lan=11),
- международный турнир "Кубок Интеллект академии" (Новокузнецк), 2024 год - 15 место (https://chess-results.com/tnr892997.aspx?lan=11),
- краевой турнир "Белая ладья" (возраст 7 класс и младше) в 2024 году - 3 место (https://chess-results.com/tnr913158.aspx?lan=11),
- краевой турнир "Дебют" (возраст 1-2 класс) в 2024 году - 2 место (https://chess-results.com/tnr935776.aspx?lan=11),
- городской турнир "Малая Белая ладья" (возраст 4 класс и младше) в 2024 году - 1 место (https://chess-results.com/tnr924355.aspx?lan=11).
- международный турнир "(Харбин), 2024 год - 3 место,
- Кубок города Хабаровска по классическим шахматам, 2024 года,
- I межрегиональный турнир по быстрым шахматам - мемориал Паршина (Биробиджан),
- городской турнир "Зимний дебют" (возраст 1-2 класс), 2024 год, выставлено 4 команды от лицея,
- Кубок города Хабаровска по быстрым шахматам, 2025 год.

## МРЦ (Межшкольный ресурсный центр)
Лицей является Межшкольным Ресурсным Центром. В лицее  два кабинета информатики на 23 ученическое рабочее место с локальной лицейской сетью и выходом в Интернет. Всего лицей располагает 178 компьютерами в 19 учебных кабинетах, подключенными к единой компьютерной сети с выходом в сеть Интернет; 17 кабинетов оснащены интерактивными досками.